# Lycaugesia semiclara
Lycaugesia semiclara är en fjärilsart som beskrevs av Dyar 1914. Lycaugesia semiclara ingår i släktet Lycaugesia och familjen nattflyn. Inga underarter finns listade i Catalogue of Life.